# 얼리사 에드워즈
얼리사 에드워즈(Alyssa Edwards, 1981년 9월 3일 ~ )는 미국의 드래그 퀸, 안무가, 댄서, 사업가이다. 《루폴의 드래그 레이스》 시즌 5에 출연하면서 이름을 알렸다.